# Ратперга
Ратперга (Ratperga) е съпруга на Пемо, от 706 до 739 г. херцог (dux) на лангобардското Фриулско херцогство.
С него тя има синовете Ратчис, Ратхаит и Айзтулф.
В своя дом Ратперга и Пемо приемат сираците на падналите лангобарди в последната война против словаките и ги възпитават заедно със собствените си деца.
Синовете ѝ Ратчис и Айзтулф стават крале на лангобардите.